# Волімеж
Волімеж (пол. Wolimierz, нім. Volkersdorf) — село в Польщі, у гміні Лешна Любанського повіту Нижньосілезького воєводства.
Населення — 313 осіб (2011).
У 1975-1998 роках село належало до Єленьоґурського воєводства.

## Демографія
Демографічна структура станом на 31 березня 2011 року:
|          | Загалом | Допрацездатний вік | Працездатний вік | Постпрацездатний вік |
| -------- | ------- | ------------------ | ---------------- | -------------------- |
| Чоловіки | 150     | 38                 | 105              | 7                    |
| Жінки    | 163     | 26                 | 101              | 36                   |
| Разом    | 313     | 64                 | 206              | 43                   |